# Berbinzana
Berbinzana ist ein Ort und eine Gemeinde (municipio) mit 674 Einwohnern (Stand: 2024) in der autonomen Gemeinschaft Navarra im Norden von Spanien. 

## Lage und Klima
Berbinzana liegt in ca. 315 m Höhe und ist ca. 40 km (Fahrtstrecke) in südsüdwestlicher Richtung von der Regionalhauptstadt Pamplona entfernt. Der Arga durchquert die Gemeinde. Das Klima ist gemäßigt bis warm; Regen (ca. 546 mm/Jahr) fällt übers Jahr verteilt.

## Bevölkerungsentwicklung
| Jahr      | 1970 | 1981 | 1991 | 2001 | 2011 | 2021 |
| Einwohner | 872  | 721  | 736  | 729  | 714  | 677  |

## Sehenswürdigkeiten

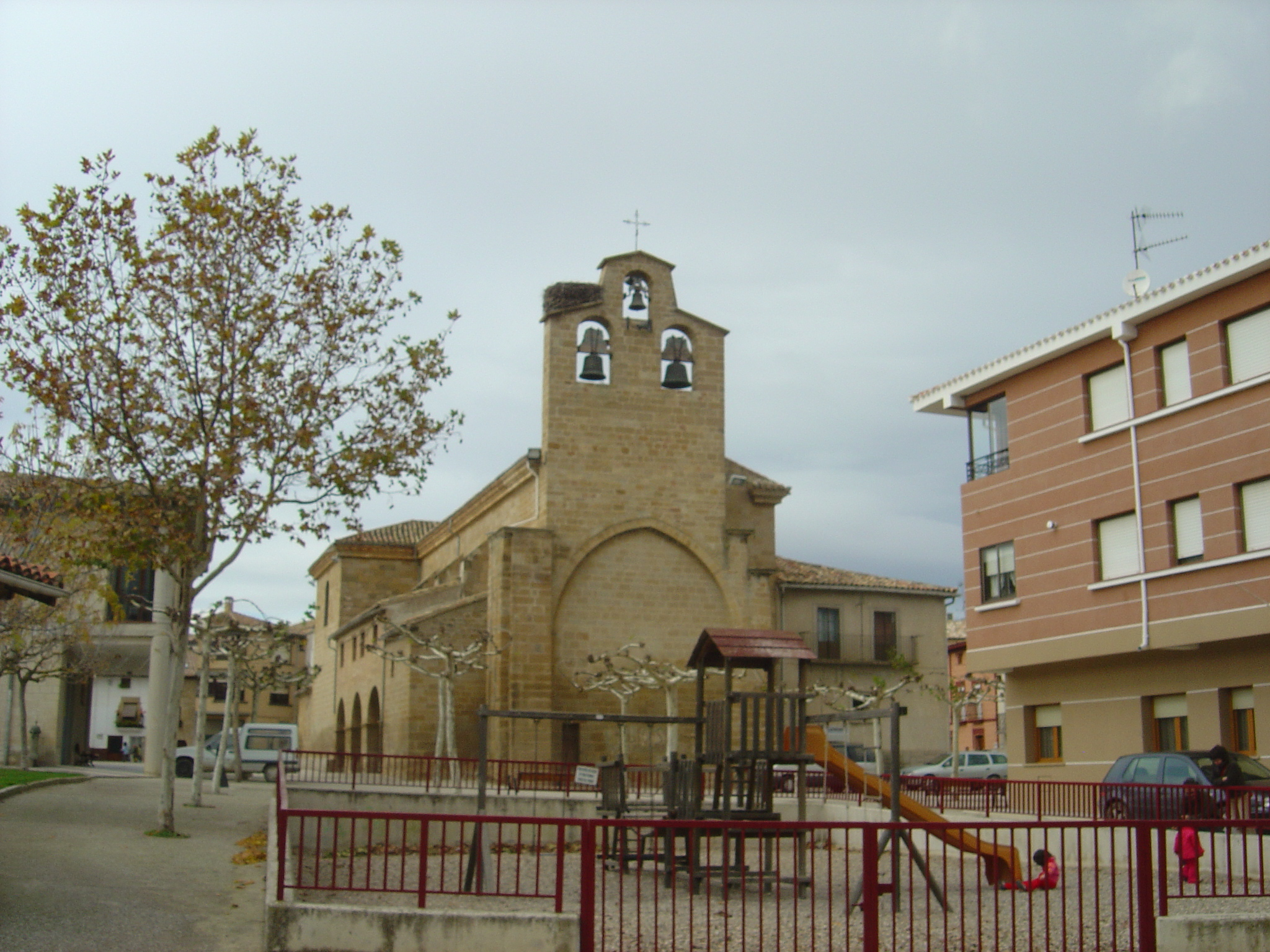
Peterskirche

- Peterskirche